# Berthold Rubin
 (mai 2022).
La mise en forme du texte ne suit pas les recommandations de Wikipédia : il faut le « wikifier ».
Les points d'amélioration suivants sont les cas les plus fréquents :
- Les titres sont pré-formatés par le logiciel. Ils ne sont ni en capitales, ni en gras.
- Le texte ne doit pas être écrit en capitales (les noms de famille non plus), ni en gras, ni en italique, ni en « petit »…
- Le gras n'est utilisé que pour surligner le titre de l'article dans l'introduction, une seule fois.
- L'italique est rarement utilisé : mots en langue étrangère, titres d'œuvres, noms de bateaux, etc.
- Les citations ne sont pas en italique mais en corps de texte normal. Elles sont entourées par des guillemets français : « et ».
- Les listes à puces sont à éviter, des paragraphes rédigés étant largement préférés. Les tableaux sont à réserver à la présentation de données structurées (résultats, etc.).
- Les appels de note de bas de page (petits chiffres en exposant, introduits par l'outil «  Source ») sont à placer entre la fin de phrase et le point final[comme ça].
- Les liens internes (vers d'autres articles de Wikipédia) sont à choisir avec parcimonie. Créez des liens vers des articles approfondissant le sujet. Les termes génériques sans rapport avec le sujet sont à éviter, ainsi que les répétitions de liens vers un même terme.
- Les liens externes sont à placer uniquement dans une section « Liens externes », à la fin de l'article. Ces liens sont à choisir avec parcimonie suivant les règles définies. Si un lien sert de source à l'article, son insertion dans le texte est à faire par les notes de bas de page.
- La présentation des références doit suivre les conventions bibliographiques. Il est recommandé d'utiliser les modèles {{Ouvrage}}, {{Chapitre}}, {{Article}}, {{Lien web}} et/ou {{Bibliographie}}. Le mode d'édition visuel peut mettre en forme automatiquement les références.
- Insérer une infobox (cadre d'informations à droite) n'est pas obligatoire pour parachever la mise en page.

Pour une aide détaillée, merci de consulter Aide:Wikification.
Si vous pensez que ces points ont été résolus, vous pouvez retirer ce bandeau et améliorer la mise en forme d'un autre article.
Pour les articles homonymes, voir Rubin.
Berthold Rubin, né le 10 juillet 1911 à Mannheim et mort le 7 octobre 1990 à Berlin en Allemagne, est un important historien allemand, spécialiste de Byzance.
Il est reconnu comme l’un des principaux experts de l’Antiquité tardive jusqu’au début des années 1960. Par la suite, il se fait surtout connaître en tant que publiciste associé à des milieux d’extrême droite.

## Biographie
Il a étudié avec Wilhelm Weber et obtenu son doctorat en 1938 avec une thèse sur le sujet de "Deux chapitres sur l'image du souverain et l'Ostpolitik de l'empereur Justinien". En 1942, il est chargé de cours à l'Université de Berlin, puis professeur adjoint de philologie byzantine à l'Université de Prague, en 1943, professeur extraordinaire programmé et directeur de l'Institut d'études balkaniques de l'Université de Vienne, sous le Troisième reich. En 1945, il est fait prisonnier de guerre par les russes.
Sa thèse, ainsi que la suite Der Untergang der Vandalen und Goten, ont formé la base de son œuvre majeure ultérieure Das Zeitalter Iustinians. En 1952, il travaille à l'Institut d'Europe de l'Est à Munich et à l'Institut d'études balkaniques. Il enseigne à l'Université d'Erlangen, en 1957, devient professeur d'études byzantines et d'études d'Europe de l'Est à l'université de Cologne, en 1960, puis dirige temporairement l'Institut d'archéologie. Le deuxième tome de son enquête sur le règne de l'empereur Justinien a été publié, en 1995, par son ancien élève Carmelo Capizzi. 
Il crée l'Union populaire allemande, l'Aktion Deutscher Osten, un groupe dissident de l'Aktion Oder-Neisse. Dans les années 1980, il se fait remarquer en écrivant un article dans Nation und Europa sur Rudolf Hess et son meurtre présumé. Il soutient que le NSDAP a été infiltré par les communistes, responsables des crimes du Troisième Reich. Atteint de leucémie, il décède le 7 octobre 1990 puis est enterré au cimetière de Lankwitz.

## Publications
- Zwei Kapitel über Herrscherbild und Ostpolitik des Kaisers Iustinian, Univ. Diss., Berlin 1938.
- Der Untergang der Vandalen und Goten, Berlin 1941.
- Theoderich und Iustinian. Zwei Prinzipien der Mittelmeerpolitik, München 1953.
- Prokopios von Kaisareia, Stuttgart 1954.
- Das Zeitalter Iustinians, 2 volumes, de Gruyter, Berlin 1960 (Bd. 1), Berlin/New York 1995[2],[3],[4],[5],[6],[7],[8]

### Publications politiques
- en tant qu'éditeur : War Deutschland allein schuld? Der Weg zum Zweiten Weltkrieg, München 1988.
- Rudolf Hess, dans : Nation Europa. Monatsschrift im Dienst der europäischen Erneuerung (numéro spécial, octobre 1987), pp. 23-30. (appelé « Rudolf-Hess-Gedenkheft »)